# Plan Bleu (complot)
Pour les articles homonymes, voir Plan Bleu.
 (décembre 2014).
Le plan Bleu est un complot anticommuniste visant à renverser la République et à prendre le pouvoir en France, préparé en 1946-1947. Le jugement de l'affaire du Plan bleu fut prononcé le jeudi 3 février 1949.

## Buts des conjurés et membres du réseau
Ce complot réunit d’anciens vichystes, d’anciens résistants anticommunistes et des militaires, qui obtiennent des financements d’industriels, par peur des communistes. La crise ministérielle du tripartisme et la guerre civile grecque, entre l’armée grecque et les maquis communistes, renforcent leur motivation.
Ses principaux dirigeants sont Roger-Luc Aurouet, dit de Mervelce, et le comte Edme de Vulpian, châtelain de Lamballe. 
Georges Loustaunau-Lacau et le général de gendarmerie Maurice Guillaudot sont arrêtés. Ils sont innocentés et libérés sans suite après six mois de prison.
Des preuves du complot sont découvertes le 24 juin par les Renseignements généraux dans le tablier de la cheminée du château de Lamballe. L'affaire est révélée par le ministre de l’intérieur, Édouard Depreux, le 30 juin 1947. Après l'exclusion du gouvernement des ministres communistes en mai, cette révélation permet de finir de souder les forces démocrates autour de la IVe République. Les arrestations ont lieu à Lamballe et Chamalières.

## Personnes impliquées
- Comte Edme de Vulpian, châtelain de Lamballe
- Jean-André Faucher
- Luc Robet[réf. nécessaire]
- Paul Touvier[3]
- Serge Renaudin d'Yvoir,
- Jacques Robert,
- Roger Prat,
- le général Merson, ancien chef des services spéciaux,
- Guy de Bragelongne,
- Louis Maillot (relaxé, bénéficie d'un non-lieu[4]),
- Léon Wouters,
- Vladimir Kotcholova,
- madame veuve Maurice de Waleffe[5],[6]
- Jacqueline Kaminski,
- Lucien Crète,
- Pierre Lefèvre,
- Gustave Barlot, Compagnon de la Libération,
- Pierre Jacquot,
- Ambroise Munch,
- Alexandre Ducoudray,
- Robert Paîcheur,
- Jean Hameury,
- Georges Villaret dit Jean Roy (speaker sur les ondes de Radio-Paris, commissaire de police révoqué à la Libération et futur fondateur du Parti National Français),
- Jean-Georges Lesieur,
- Marcel Boyer.